# منك (قط)

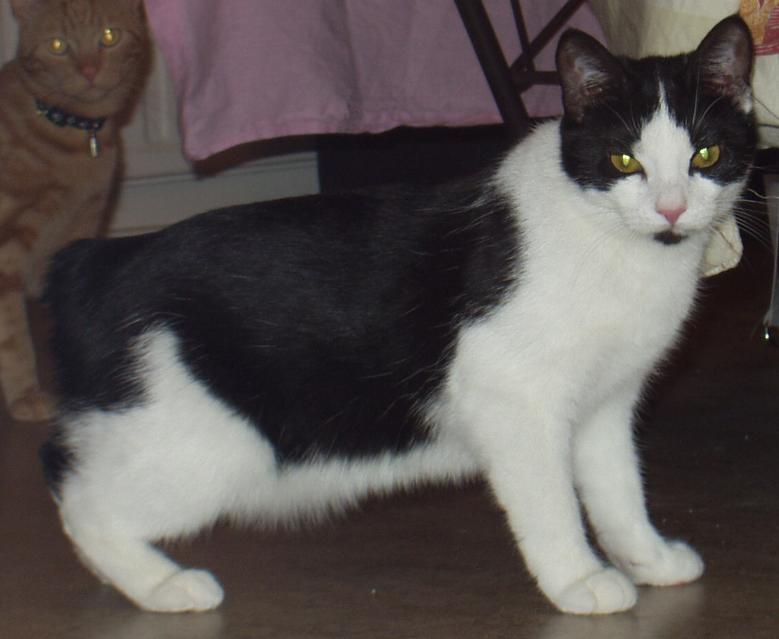

المَنْك أو القط الماني (بالإنجليزية: Manx)‏ قط بلا ذيل فراء براق بشعر خفيف كالارنب له معطف سفلى كثيف الساقان الخلفيتان أطول من الاماميتان مشيته كقفزة الأرنب، الأنف طويل والأذنان عريضتان مستديرتان والعينان مستديرتان لونها مناسب للون الفراء، قط ذكى قابل للتعليم.